# Clanquemeule
Clanquemeule is een gehucht in Morville-sur-Andelle in de Franse gemeente Morville-le-Héron in het departement Seine-Maritime. Het gehucht ligt op een hoogte, meer dan een kilometer ten noorden van het dorpscentrum van Morville, tegen de grens met Le Héron.

## Geschiedenis
Oude vermeldingen van de plaats gaan terug tot het eind van de 12de eeuw als Cleinkemore en tot 1218 als Clenckemore. Uit de 16de eeuw dateren vermeldingen als Clenquemeure en Clanquemeure.  De 18de-eeuwse Cassinikaart toont hier de naam Clanquemeure.
Op het eind van het ancien régime eind 18de eeuw, toen de gemeenten werden gecreëerd, werd Clanquemeule ondergebracht in de gemeente Morville. 
Met de fusie van de gemeente Morville-sur-Andelle in Morville-le-Héron in 2025 werd Clanquemeule een deel van deze nieuwe gemeente.
Clanquemeule · Les Hameaux · Le Héron · Le Mesnil · Morville-sur-Andelle · Le Tot